# Eolsko delovanje
Eolsko delovanje se nanašajo na aktivnost vetra pri preučevanju geologije in vremena ter zlasti na sposobnost vetra, da oblikuje površino Zemlje (ali drugih planetov). Vetrovi lahko erodirajo, prenašajo in odlagajo materiale in so učinkoviti dejavniki v regijah z redko vegetacijo, pomanjkanjem vlage v tleh in veliko količino nekonsolidiranih usedlin. Čeprav je voda veliko močnejša erozivna sila kot veter, so eolski procesi pomembni v sušnih okoljih, kot so puščave.
Izraz izhaja iz imena grškega boga Eola, varuha vetrov.

## Definicija in pojavnost
Eolski procesi so tisti procesi erozije, transporta in odlaganja sedimentov, ki jih povzroča veter na površini zemlje ali blizu nje. Sedimentne usedline, ki nastanejo zaradi delovanja vetra in sedimentne strukture, značilne za te usedline, so opisane tudi kot eolske.
Eolski procesi so najpomembnejši na območjih, kjer je malo ali nič vegetacije. Vendar pa eolske usedline niso omejene na sušno podnebje. Videti jih je tudi ob obalah; vzdolž potokov v polsušnih podnebjih; na območjih z veliko peska, preperelega zaradi šibko cementiranih izdankov peščenjaka; in na območjih ledeniškega izpiranja.
Puhlica, eolski sediment, ki ga odlaga veter, je običajen v vlažnih do subhumidnih podnebjih. Velik del Severne Amerike in Evrope je podložen s peskom in muljem pleistocenske starosti, ki izvira iz ledeniškega izpiranja.
Zavetrna stran rečnih dolin v polsušnih regijah je pogosto prekrita s peskom in peščenimi sipinami. Primeri v Severni Ameriki so reke Platte, Arkansas in Missouri. 

## Vetrna erozija
Veter razjeda zemeljsko površino z deflacijo (dolbenjem, odstranjevanje ohlapnih, drobnozrnatih delcev zaradi turbulentnega delovanja vetra) in z abrazijo (obraba površin zaradi brušenja in peskanja z delci, ki jih prenaša veter). Ko jih veter zanese, jih trki med delci še dodatno razgradijo, ta proces se imenuje atricija.
Po vsem svetu je erozija zaradi vode pomembnejša od erozije zaradi vetra, vendar je vetrna erozija pomembna v polsušnih in sušnih regijah. Vetrno erozijo povečujejo nekatere človeške dejavnosti, kot je uporaba vozil 4x4.

### Deflacija
Deflacija je dvigovanje in odstranjevanje nevezanega materiala s površine zaradi turbulence vetra. Poteka s tremi mehanizmi: oprijem/lezenje po površini, saltacija ali skakanje in vzmetenje. Vlek ali površinsko lezenje je proces drsenja ali kotaljenja večjih zrn po površini. Saltacija se nanaša na delce, ki se odbijajo po površini na kratke razdalje. Lebdeče delce v celoti zanese veter, ki jih nosi na velike razdalje. Saltacija verjetno povzroči 50–70 % deflacije, suspenzija 30–40 %, površinsko lezenje pa 5–25 %.
Regije, ki doživljajo intenzivno in dolgotrajno erozijo, se imenujejo deflacijska območja. Večina eolskih deflacijskih območij je sestavljena iz puščavskega tlaka, ploščate površine drobcev kamnin, ki ostanejo potem, ko sta veter in voda odstranila drobne delce. Skalni plašč v puščavskih tlakih ščiti spodnji material pred nadaljnjo deflacijo. Območja puščavskih tlakov tvorijo rege ali kamnite puščave Sahare. Ti so nadalje razdeljeni na kamnita območja, imenovana hamade in območja majhnih kamnin in proda, imenovana serirji. Puščavski tlak je zelo pogost v puščavskih okoljih.
Deflacijska depresija je kotanja, ki nastane zaradi deflacije vetra. So na splošno majhne, vendar imajo lahko premer do nekaj kilometrov. Najmanjše so le jamice 0,3 metra globoko in 3 metre v premeru. Največje so kotanje v Mongoliji, ki so lahko široke 8 kilometrov in globoke od 60 do 100 metrov. Big Hollow v Wyomingu v ZDA se razteza 14 x 9,7 kilometrov in je globoka do 90 metrov.

### Abrazija
Abrazija (včasih imenovana tudi korozija) je proces, pri katerem zrna, ki jih poganja veter, udarjajo ali obrabljajo material z reliefa. Nekoč je veljalo, da veliko prispeva k eroziji puščave, vendar je do sredine 20. stoletja postalo veliko manj pomembno. Veter lahko običajno dvigne pesek le na kratko razdaljo, pri čemer večina peska, ki ga nosi veter, ostane znotraj 50 centimetrov od površine in praktično nobenega običajno ne odnese nad 2 metra. Številne puščavske značilnosti, ki so jih nekoč pripisovali vetrni abraziji, vključno z vetrovnimi jamami, gobastimi kamni in satastimi jamicami, imenovanimi tafoni, se zdaj pripisujejo diferencialnemu vremenskim vplivom, dežju, deflaciji in ne abraziji ali drugim procesom.
Jardang so ena vrsta puščavskih značilnosti, ki se na splošno pripisujejo obrabi zaradi vetra. To so skalni grebeni, visoki do več deset metrov in dolgi kilometre, ki so jih zravnali puščavski vetrovi. Jardangi značilno kažejo podolgovate brazde ali utore, poravnane s prevladujočim vetrom. Večinoma nastajajo v mehkejšem materialu, kot je mulj.
Abrazija povzroči poliranje in luknjičenje, žlebljenje, oblikovanje in fasetiranje izpostavljenih površin. Ti so zelo razširjeni v sušnih okoljih, vendar geološko nepomembni. Polirane ali fasetirane površine, imenovane ventifakti, so redke, za njihov nastanek potrebujejo obilo peska, močne vetrove in pomanjkanje vegetacije.
V delih Antarktike so snežinke, ki jih je napihal veter, ki so tehnično sedimenti, povzročile tudi abrazijo izpostavljenih kamnin.

### Korozija
Korozija je obraba zaradi trkov delcev, zajetih v premikajočo se tekočino. Učinkovit je pri zaokroževanju zrn peska in jim daje značilno glazirano površinsko strukturo.
Trki med delci, ki jih prenaša veter, so glavni vir prahu v velikosti od 2 do 5 mikronov. Večina tega nastane z odstranitvijo preperele glinene prevleke z zrn.

## Transport
Pri transportu peska in drobnejših usedlin v sušnih okoljih prevladuje veter. Prenos vetra je pomemben tudi v periglacialnih območjih, na rečnih poplavnih ravnicah in obalnih območjih. Obalni vetrovi prenašajo znatne količine siliciklastičnih in karbonatnih sedimentov v notranjost, medtem ko lahko vetrovne in prašne nevihte prenašajo delce gline in mulja na velike razdalje. Veter prenaša večino sedimentov, odloženih v globokih oceanskih bazenih. V ergih (puščavskih peščenih morjih) je veter zelo učinkovit pri prenašanju zrn peska velikosti in manjših 
Delci se prenašajo z vetrovi skozi suspenzijo, saltacijo (preskakovanje ali odbijanje) in plazenje (kotaljenje ali drsenje) po tleh. Najmanjša hitrost vetra za začetek transporta se imenuje mejna vrednost tekočine ali statični prag in je hitrost vetra, ki je potrebna za začetek premikanja zrn s površine. Ko se transport začne, pride do kaskadnega učinka zrn, ki trgajo druga zrna, tako da se transport nadaljuje, dokler hitrost vetra ne pade pod dinamični prag ali prag udarca, ki je običajno nižji od praga tekočine. Z drugimi besedami, obstaja histereza v transportnem sistemu vetra.
Majhni delci se lahko zadržujejo v ozračju v obliki suspenzije. Turbulentno gibanje zraka podpira težo suspendiranih delcev in omogoča njihov transport na velike razdalje. Veter je še posebej učinkovit pri ločevanju zrn usedlin, manjših od 0,05 mm, od bolj grobih zrn kot suspendiranih delcev.
Saltacija je gibanje delcev navzdol v nizu skokov ali preskokov. Saltacija je najpomembnejša pri zrnih velikosti do 2 mm. Tako zrno lahko zadene druga zrna, ki skočijo navzgor in nadaljujejo saltacijo. Zrno lahko zadene tudi večja zrna (več kot 2 mm), ki so pretežka za skakanje, vendar počasi polzijo naprej. Površinsko lezenje predstavlja kar 25 odstotkov gibanja zrn v puščavi.
Vegetacija je učinkovita pri zatiranju eolskega transporta. Samo 15-odstotna vegetacijska pokritost zadostuje za odpravo večine transporta peska. Velikost obrežnih sipin je večinoma omejena s količino odprtega prostora med rastlinskimi območji.
Eolski transport iz puščav igra pomembno vlogo v globalnih ekosistemih. Na primer, veter prenaša minerale iz Sahare v Porečje Amazonke. Saharski prah je odgovoren tudi za nastanek rdeče glinene prsti v južni Evropi.

### Peščeni vihar
Peščeni vihar je nevihta z vetrom, ki potegne dovolj prahu, da zmanjša vidljivost na manj kot 1 kilometer. Večina se pojavi na sinoptični (regionalni) lestvici zaradi močnih vetrov vzdolž vremenskih front ali lokalno zaradi padavin zaradi neviht.
Peščeni viharji prizadenejo pridelke, ljudi in morda celo podnebje. Na Zemlji lahko prah prečka cele oceane, kot se zgodi s prahom iz Sahare, ki doseže Amazonsko nižino. Peščeni viharji na Marsu občasno zajamejo ves planet. Ko je leta 1971 vesoljsko plovilo Mariner 9 vstopilo v njegovo orbito okoli Marsa, je prašna nevihta, ki je trajala en mesec, zajela celoten planet in tako odložila nalogo fotokartiranja površja planeta.
Večina prahu, ki ga prenašajo prašne nevihte, je v obliki delcev velikosti mulja. Nanosi tega vetrovnega mulja so znani kot puhlica. Najdebelejše znano nahajališče puhlice, do 350 metrov, je na puhlični planoti na Kitajskem. Ta isti azijski prah se raznaša na tisoče milj in tvori globoke plasti v krajih tako daleč kot so Havaji. Peoria Loess v Severni Ameriki je v delih zahodne Iowe debel do 40 metrov. Tla, razvita na puhlici, so na splošno zelo produktivna za kmetijstvo.
Majhni vrtinci, imenovani prašni vrtinci, so pogosti v sušnih deželah in naj bi bili povezani z zelo intenzivnim lokalnim segrevanjem zraka, ki povzroči nestabilnost zračne mase. Prašni vrtinci so lahko visoki celo en kilometer. Prašne vrtince na Marsu so opazili tudi do 10 kilometrov visoko, čeprav je to neobičajno.

## Odlaganje
Veter je zelo učinkovit pri ločevanju peska od mulja in gline. Posledično obstajajo izraziti peščeni (erg) in meljasti (puhlica) eolski nanosi z le omejeno vmesnostjo med obema. Puhlične usedline so dlje od prvotnega vira sedimentov kot ergi. Primer tega so Sand Hills v Nebraski, ZDA. Tukaj najdemo z vegetacijo stabilizirane peščene sipine na zahodu in puhlične usedline na vzhodu, dlje od prvotnega vira usedlin v formaciji Ogallala ob vznožju Skalnega gorovja.
Nekaj najpomembnejših eksperimentalnih meritev na eolskih oblikah zemlje je izvedel Ralph Alger Bagnold, britanski vojaški inženir, ki je delal v Egiptu pred drugo svetovno vojno. Bagnold je raziskoval fiziko delcev, ki se gibljejo skozi atmosfero in jih odlaga veter. Prepoznal je dva osnovna tipa sipin, polmesečasto sipino, ki jo je poimenoval barhan in podolgovato sipino, ki jo je poimenoval vzdolžna ali seif (arabsko za 'meč'). Bagnold je razvil klasifikacijsko shemo, ki je vključevala majhne valove in peščene plošče ter različne vrste sipin.
Bagnoldova klasifikacija je najbolj uporabna na območjih brez vegetacije. Leta 1941 je John Tilton Hack dodal parabolične sipine, ki so pod močnim vplivom vegetacije, na seznam vrst sipin. Odkritje sipin na Marsu je ponovno oživilo raziskave eolskih procesov, ki vedno bolj uporabljajo računalniško simulacijo.
Materiali, ki jih nanese veter, vsebujejo namige o preteklih in sedanjih smereh in intenzivnosti vetra. Te značilnosti nam pomagajo razumeti sedanje podnebje in sile, ki so ga oblikovale. Na primer, ogromni neaktivni ergi v večjem delu sodobnega sveta potrjujejo, da so se poznopleistocenski pasovi pasatnih vetrov močno razširili med zadnjim ledeniškim maksimumom. Ledena jedra kažejo desetkratno povečanje nevulkanskega prahu med ledeniškimi maksimumi. Najvišji vrh prahu v ledenih jedrih Vostok je izpred 20 do 21 tisoč let. Obilno količino prahu pripisujejo močnemu vetrovnemu sistemu nizkih zemljepisnih širin in bolj izpostavljenemu epikontinentalnemu pasu zaradi nizke morske gladine.
Peščena telesa, ki jih nanese veter, se pojavljajo kot valovi in druge majhne značilnosti, peščene plošče in sipine.

### Valovanje in druge oblike majhnega obsega
Veter, ki piha na peščeno površino, oblikuje površino v grebene in korita, katerih dolge osi so pravokotne na smer vetra. Povprečna dolžina skokov med saltacijo ustreza valovni dolžini ali razdalji med sosednjimi vrhovi valovanja. Pri valovanju se najbolj grobi materiali zbirajo na grebenih, kar povzroča obratno razvrščanje. To razlikuje majhne valove od sipin, kjer so najbolj grobi materiali običajno v koritih. To je tudi razlika med vodnimi valovi in eolskimi valovi.
Peščena senca je kopičenje peska na vetrovni strani ovire, kot je balvan ali izoliran del rastlinja. Tu se pesek dvigne do kota mirovanja (največji stabilni kot pobočja), približno 34 stopinj, nato pa začne drseti po drsni površini zaplate. Peščeni padec je peščena senca pečine ali strmine.
S peščenimi sencami so tesno povezani nanosi peska. Te tvorijo vzdolž vetra vrzel med ovirami zaradi lijakastega učinka ovir na veter. 

### Peščene plošče
Peščene plošče so ravne ali rahlo valovite peščene usedline z le majhnimi površinskimi valovi. Primer je peščena plošča Selima v vzhodni puščavi Sahara, ki zavzema 60.000 kvadratnih kilometrov v južnem Egiptu in severnem Sudanu. Sestavljena je iz nekaj metrov peska, ki leži na skalni podlagi. Peščene plošče so pogosto izredno ravne in jih včasih opisujejo kot puščavske peneplen.
Peščene plošče so pogoste v puščavskih okoljih, zlasti na robovih sipin, čeprav se pojavljajo tudi znotraj ergov. Pogoji, ki dajejo prednost nastanku peščenih plošč namesto sipin, lahko vključujejo površinsko cementacijo, visoko podzemno vodo, učinke vegetacije, občasne poplave ali usedline, bogate z zrni, ki so preveč groba za učinkovito saltacijo.

### Sipine
Sipina je kopičenje usedlin, ki jih veter napiha v gomilo ali greben. Od peščenih senc ali peščenih nanosov se razlikujejo po tem, da so neodvisne od kakršnih koli topografskih ovir. Sipine imajo na vetrovni strani rahla pobočja proti vetru. Zavetrni del sipine, zavetrno pobočje, je običajno strmo plazovito pobočje, imenovano zdrs. Sipine imajo lahko več kot eno zdrsno površino. Najmanjša višina zdrsne površine je približno 30 centimetrov.
Pesek, ki ga napiha veter, se premika navzgor po blagi proti vetrni strani sipine zaradi saltacije ali plazenja. Pesek se nabira na robu, na vrhu zdrsa. Ko kopičenje peska na robu preseže kot mirujočega položaja, zdrsne majhen plaz zrn navzdol po drsni površini. Zrno za zrnom se sipina pomika navzdol.
Sipine imajo tri splošne oblike. Podolgovate sipine, imenovane tudi vzdolžne sipine ali sejfi, so poravnane v smeri prevladujočih vetrov. Prečne sipine, ki vključujejo polmesečne sipine (barhane), so poravnane pravokotno na prevladujoče vetrove. Bolj zapletene sipine, kot so zvezdaste sipine, nastanejo tam, kjer so smeri vetrov zelo spremenljive. Dodatne vrste sipin nastanejo zaradi različnih vrst topografskih sil, kot so izolirani griči ali strmine.

#### Prečne sipine
Prečne sipine se pojavljajo na območjih, kjer prevladuje ena smer prevladujočega vetra. Na območjih, kjer peska ni v izobilju, imajo prečne sipine obliko barhanov ali polmesečastih sipin. Te niso pogoste, vendar so zelo prepoznavne, z značilno obliko polmeseca s konicami polmeseca, usmerjenimi proti vetru. Sipine so močno ločene z območji kamnine. Barhani se selijo do 30 metrov na leto, pri čemer se višje sipine selijo hitreje. Barhani se najprej oblikujejo, ko neka manjša topografska značilnost ustvari peščeno zaplato. Ta preraste v peščeno gomilo, konvergentne tokove zračnega toka okoli gomile pa jo zgradijo v značilno obliko polmeseca. Rast je navsezadnje omejena z nosilno zmogljivostjo vetra, ki, ko se veter nasiči s sedimenti, zgradi zdrs sipine. Ker se barhani razvijejo na območjih z omejeno razpoložljivostjo peska, so slabo ohranjeni v geoloških zapisih.
Kjer je peska več, imajo prečne sipine obliko aklé sipin, kot so tiste v zahodni Sahari. Te tvorijo mrežo vijugastih grebenov, pravokotnih na smer vetra. Sipine aklé so ohranjene v geološkem zapisu kot peščenjak z velikimi nizi navzkrižne plasti in številnimi reaktivacijskimi površinami.
Draas so zelo velike sestavljene prečne sipine. Lahko so široke do 4000 metrov in visoke 400 metrov ter se raztezajo po dolžini na stotine kilometrov. Po obliki spominjajo na veliko aklé ali barhanoidno sipino. Nastajajo v daljšem časovnem obdobju na območjih z veliko peska in kažejo zapleteno notranjo strukturo. Za določitev morfologije draas ki je ohranjena v geološkem zapisu, je potrebno skrbno 3D kartiranje.

#### Podolgovate sipine
Linearnim sipinam je mogoče slediti do več deset kilometrov, z višinami, ki včasih presegajo 70 metrov. Običajno merijo več sto metrov in so med seboj oddaljene 1 do 2 kilometra. Včasih se združijo na Y-stičišču z vilicami, usmerjenimi proti vetru. Imajo ostro zavit greben. Menijo, da nastanejo zaradi bimodalnega sezonskega vzorca vetra, pri čemer je za sezono šibkega vetra značilen veter, usmerjen pod ostrim kotom na prevladujoče vetrove v sezoni močnega vetra. Sezona močnega vetra ustvari barhan obliko, sezona šibkega vetra pa to raztegne v linearno obliko. Druga možnost je, da so te sipine posledica sekundarnega toka, čeprav natančen mehanizem ostaja negotov.

#### Kompleksne sipine
Za kompleksne sipine (zvezdaste ali druge) je značilno, da imajo več kot dve drsni površini. Običajno so široke od 500 do 1000 metrov in visoke od 50 do 300 metrov. Sestavljene so iz osrednjega vrha z žarečimi grebeni in naj bi nastali tam, kjer lahko piha močan veter iz katere koli smeri. Tiste v Gran Desierto de Altar v Mehiki naj bi nastale iz predhodnih linearnih sipin zaradi spremembe vzorca vetra pred približno 3000 leti. Zapletene sipine kažejo malo stranske rasti, vendar močno navpično rast in so pomembni ponori peska.

#### Drugi tipi sipin
Parabolične sipine z rastlinjem so v obliki polmeseca, vendar konci polmeseca kažejo proti vetru, ne navzdol. Nastanejo zaradi medsebojnega delovanja vegetacijskih zaplat z aktivnimi peščenimi viri, kot je na primer izpihovanje. Vegetacija stabilizira krake sipine, med rokavi sipine pa včasih nastane podolgovato jezero.
Glinene sipine so neobičajne, vendar so jih našli v Afriki, Avstraliji in ob Zalivski obali v Severni Ameriki. Nastanejo na blatnih ravninah na obrobju slanih vodnih teles, ki so v sušnem obdobju podvrženi močnim prevladujočim vetrovom. Glinene delce soli vežejo v pelete v velikosti peska in se nato odložijo v sipine, kjer vrnitev hladne sezone omogoči, da peleti absorbirajo vlago in se vežejo na površino sipin.

## Eolski puščavski sistemi
Puščave pokrivajo 20 do 25 odstotkov sodobne kopenske površine Zemlje, večinoma med zemljepisnimi širinami od 10 do 30 stopinj severno ali južno. Tu padajoči del tropskega atmosferskega kroženja (Hadleyjeva celica ali Hadleyjeva cirkulacija) proizvaja visok atmosferski pritisk in zavira padavine. Velika območja te puščave so posuta s peskom, ki ga nanaša veter. Takšna območja se imenujejo ergi, če presegajo približno 125 kvadratnih kilometrov ali polja sipin, če so manjša. Ergi in polja sipin predstavljajo približno 20 % sodobnih puščav ali približno 6 % celotne Zemljine kopenske površine.
Peščena območja današnjega sveta so nekoliko nenavadna. V puščavah, tako v današnjem času kot v geoloških zapisih, običajno prevladujejo aluvialni stožci in ne polja sipin. Sedanja relativna številčnost peščenih površin lahko odraža predelavo terciarnih sedimentov po zadnjem ledeniškem maksimumu. Večina sodobnih puščav je doživela ekstremne kvartarne podnebne spremembe in sedimenti, ki jih zdaj mešajo vetrni sistemi, so nastali v gorskih območjih v prejšnjih pluvialnih (vlažnih) obdobjih in jih s tokom potoka prenašali v usedalne bazene. Sedimente, ki so bili razvrščeni že med začetnim fluvialnim transportom, je nadalje sortiral veter, ki je tudi izklesal sedimente v eolske reliefne oblike.
Stanje eolskega sistema je odvisno predvsem od treh stvari: količine usedlin, razpoložljivosti usedlin in transportne zmogljivosti vetrov. Zaloga usedlin se večinoma proizvaja v pluvialnih obdobjih (obdobjih večje količine padavin) in se kopiči z odtokom v obliki pahljačastih delt ali končnih pahljač v sedimentnih kotlinah. Drug pomemben vir sedimentov je predelava karbonatnih sedimentov na epikontinentalnih policah, izpostavljenih v času nižje gladine morja. Razpoložljivost sedimenta je odvisna od grobosti lokalne zaloge sedimenta, stopnje izpostavljenosti zrn sedimenta, količine vlage v tleh in obsega pokritosti z vegetacijo. Potencialna hitrost prenosa vetra je običajno večja od dejanskega prenosa, ker je zaloga usedlin običajno nezadostna za nasičenje vetra. Z drugimi besedami, večina eolskih sistemov je transportno premalo nasičeno (ali premalo nasičeno z usedlino).
Eolske puščavske sisteme lahko razdelimo na mokre, suhe ali stabilizirane sisteme. Suhi sistemi imajo podzemno vodo precej pod površjem, kjer nima stabilizacijskega učinka na sedimente. Oblike sipin določajo, ali se sediment odlaga, preprosto premika po površini (obvodni sistem) ali pa pride do erozije. Za mokre sisteme je značilna podzemna voda blizu površine usedanja, ki močno nadzoruje usedanje, obvod ali erozijo. Stabilizirani sistemi imajo veliko vegetacije, površinskega cementa ali blata, ki prevladujejo v razvoju sistema. Sahara prikazuje celotno paleto vseh treh vrst.
Gibanje sedimentov v eolskih sistemih je mogoče prikazati z zemljevidi tokov peska. Ti temeljijo na meteoroloških opazovanjih, orientacijah tal in trendih jardangov. Podobni so drenažnim zemljevidom, vendar niso tako tesno povezani s topografijo, saj lahko veter odnaša pesek na velike razdalje navzgor.
Sahara v Severni Afriki je največja vroča puščava na svetu. Tokovne linije je mogoče slediti od erga do erga, kar kaže na zelo dolg transport z vetrom. Satelitska opazovanja kažejo, da so jardangi poravnani s črtami toka peska. Vsi tokovi nastanejo v sami puščavi in kažejo znake kroženja v smeri urinega kazalca približno kot visokotlačne celice. Največja deflacija se pojavi v posušenih jezerskih strugah, kjer pasati tvorijo nizek curek med gorovjem Tibesti in planoto Ennedi. Tokovi na koncu dosežejo morje in ustvarijo velik oblak saharskega prahu, ki sega na tisoče kilometrov v Atlantski ocean. To ustvarja stalne padavine mulja v ocean. Ocenjuje se, da se skozi ta sistem vsako leto prenese 260 milijonov ton sedimentov, vendar je bila količina med zadnjim ledeniškim maksimumom na podlagi globokomorskih jeder veliko večja. Mineralni prah velikosti 0,1–1 mikronov je dober razpršilec kratkovalovnega sevanja in ima hladilni učinek na podnebje.
Drug primer eolskega sistema je sušna notranjost Avstralije. Z malo topografskimi ovirami za premikanje peska je vetrovni sistem v nasprotni smeri urnega kazalca zarisan s sistemi vzdolžnih sipin.
Namibski in omanski ergi se napajajo z obalnimi sedimenti. Namib prejema svoje usedline z juga skozi ozke deflacijske koridorje od obale, ki prečkajo več kot 100 kilometrov kamninske podlage do erga. Oman je nastal z deflacijo karbonatov morske police v zadnjem pleistocenskem nižjem morju.
Puhlična planota Kitajske je bila med kvartarno ledeno dobo dolgoročno ponor sedimentov. Zagotavlja zapis poledenitve v obliki ledeniških puhličnih plasti, ločenih s paleozoli (fosilna prst). Puhlične plasti je nanesel močan severozahodni zimski monsun, medtem ko paleosoli beležijo vpliv vlažnega jugovzhodnega monsuna.
Afriška savana je večinoma sestavljena iz ergov, odloženih med zadnjim ledeniškim maksimumom, ki so zdaj stabilizirani z vegetacijo.

### Primeri
Glavni globalni eolski sistemi, ki naj bi bili povezani z vremenskimi in podnebnimi spremembami:
- Povprečno 132 milijonov ton prahu iz Sahare (predvsem Sahel in Bodélé Depression) čez Atlantik vsako leto.[42]
- Zimski peščeni viharji Harmatan v Zahodni Afriki nastanejo tudi zaradi odpihovanja prahu v ocean.[43]
- Azijski prah izvira iz puščave Gobi in doseže Korejo, Japonsko, Tajvan (včasih) in celo zahodne ZDA.[44]
- Indijski peščeni viharji leta 2018 so prenesli prah iz puščave Thar proti Delhiju, Utar Pradešu in Indo-Gangeški nižini.
- Vetrovi šamal junija–julija, ki pihajo prah predvsem od severa proti jugu v Saudovi Arabiji, Iranu, Iraku, ZAE in delih Pakistana.
- Habub peščeni viharji v Sudanu, Avstraliji, Arizoni, povezane z monsunom.
- Kamsinski prah iz Libije, Egipta in Levanta spomladi, povezan z zunajtropskimi cikloni.
- Dogodek Dust Bowl v ZDA, odnesen pesek proti vzhodu. 5500 ton je bilo odloženih na območju Chicaga.
- Peščeni široko iz Afrike/Sahare, ki piha severno v južno Evropo.
- Puščava Kalahari, ki nosi pesek/prah vzhodno čez južno Afriko proti Indijskemu oceanu.
- Na Marsu je bilo v sušnih razmerah odkritih veliko eolskih procesov.[45]

### V geoloških zapisih
Eolsko delovanje je mogoče opaziti v geoloških zapisih že v predkambriju. Eolske formacije so vidne v paleozoiku in mezozoiku zahodnih ZDA. Drugi primeri so permske Rotliegendes severozahodne Evrope; jursko-kredna formacija Botucatu v porečju Parana v Braziliji; spodnji permski peščenjak Bunter iz Britanije; permsko-triasni peščenjak Corrie in peščenjak Hopeman iz Škotske; in proterozojski peščenjaki Indije in severozahodne Afrike.
Morda so najboljši primeri eolskih procesov v geoloških zapisih jurski ergi zahodnih ZDA. Ti vključujejo peščenjak Wingate, peščenjak Navajo in peščenjak Page. Posamezne formacije so ločene z regionalnimi neskladji, kar kaže na stabilizacijo ergov. Ergi so se prepletali s sosednjimi rečnimi sistemi, tako kot pri peščenjaku Wingate, ki je posegal v formacijo Moenave, in peščenjaku Navajo v formaciji Kayenta.
Peščenjak Navajo in Nugget je bil del največjega nahajališča erga v geološkem zapisu. Te formacije so debele do 700 metrov in so izpostavljene na 265.000 kvadratnih kilometrih. Njihov prvotni obseg je bil verjetno 2,5-krat večji od sedanjega izdanka. Čeprav so nekoč mislili, da so morda morskega izvora, jih zdaj vse prej kot povsod obravnavajo kot eolske usedline. Sestavljeni so večinoma iz finih do srednje velikih zrn kremena, ki so dobro zaobljena in zmrznjena, kar kaže na eolski transport. Navaho vsebuje ogromne križne grede v obliki tabele z obsežnimi gozdovi. Posamezni sklopi prečnih slojev se nagibajo pod kotom več kot 20 stopinj in so debeli od 5 do 35 metrov. Formacija vsebuje fosile sladkovodnih nevretenčarjev in sledi vretenčarjev. Prisotne so slump strukture (zvita stena), ki spominjajo na tiste v sodobnih namočenih sipinah. Zaporedne selitvene sipine so odložile navpično zlaganje eolskih plasti med mejnimi površinami med dunami in regionalnimi nadpovršinami.
Permska skupina Rotliegend v Severnem morju in severni Evropi vsebuje usedline iz sosednjih višavij. Telesa erg peska znotraj skupine so debela do 500 metrov. Študija je pokazala, da je sedimente odlagala atmosferska celica v smeri urinega kazalca. Vrtalna jedra kažejo suhe in mokre meddunske površine in regionalne superpovršine ter dokazujejo pet ali več ciklov širjenja in krčenja erga. Globalni dvig morske gladine je končno utopil erg in odložil struge Weissliegenda.
Peščenjak Cedar Mesa v Utahu je bil sodoben Rogliegendu. Ta formacija beleži vsaj 12 erg zaporedij, ki jih omejujejo regionalne deflacijske superpovršine. Eolske oblike reliefa, ohranjene v formaciji, segajo od vlažne peščene plošče in jezerskega paleosola (fosilna prst) do tankih, kaotično razporejenih nizov sipin do ravnovesne erg konstrukcije, s sipinami, širokimi od 300 do 400 metrov, ki se selijo čez še večje drasa. Draasi so preživeli posamezne podnebne cikle, njihove vmesne dobe pa so bile mesta nukleacije barhanov v sušnih delih podnebnih ciklov.

## Druga literatura
- Hughes, J. Donald (2016). What Is Environmental History? (2.. izd.). Cambridge: Polity Press.
- Geološki terminološki slovar, Pavšič Jernej, ZRC SAZU, 2006, ISBN-10961-6568-84-1, ISBN 13978-961-6568-84-5